# 伊拉諾
在托爾金（J. R. R. Tolkien）奇幻小說的中土大陸裡，伊拉諾（Elanor）是一種呈星形的小黃花，別號「太陽之星」。伊拉諾和寧芙瑞迪爾（Cerin Amroth）都在羅斯洛立安（Lothlórien）的塞林安姆羅斯（Cerin Amroth）茂盛生長。在佛羅多·巴金斯（Frodo Baggins）的提議下，山姆·詹吉（Sam Gamgee）的長女取名為伊拉諾（美貌伊拉諾）。